# Рейд, Уайтлоу
Уайтлоу Рейд (Рид) (англ. Whitelaw Reid; 27 октября 1837 — 15 декабря 1912) — американский политик, дипломат, журналист и историк; автор популярного исторического труда «Огайо во время войны» (англ. Ohio in the War). Кандидат на пост вице-президента от республиканской партии на выборах 1892 года.

## Биография
Рейд родился 27 октября 1837 в Сидарвилле, Огайо. В начале Гражданской войны он служил военным корреспондентом Cincinnati Gazette и адъютантом генералов севера Томаса Морриса и Уильяма Роузкранса. Позже он работал вашингтонским корреспондентом Gazette и библиотекарем Палаты представителей. В 1868 году издатель Хорас Грили нанял его на работу в одной из самых влиятельных американских газет того времени «New York Tribune». Рейд отвечал за освещение франко-прусской войны и обеспечил внештатную работу на газету со стороны Марка Твена и Брета Гарта. Политика Рейда в газете была антисенсационной.
После смерти Грили в 1872 году Рейд сменил его на посту главного редактора и издателя. Под его руководством тираж вырос до 60 тысяч экземпляров в день, но еженедельное издание стало играть меньшую роль. Рейд вложил значительные средства в новые технологии, такие как ротационная печатная машина и линотип, но вёл ожесточённую борьбу с профсоюзными рабочими за контроль над типографией.
Рейд был известным представителем Республиканской партии и служил американским послом во Франции и Великобритании. На выборах 1892 года он баллотировался на пост вице-президента США вместе с кандидатом в президенты Бенджамином Гаррисоном, но проиграл. В 1898 году президент Уильям Мак-Кинли назначил его в комиссию, которая вела мирные переговоры с Испанией после окончания испано-американской войны. Он успешно настоял на том, чтобы Соединенные Штаты сохранили Филиппины под своим контролем. Рейд умер в 1912 году.